# Copiula obsti
Copiula obsti är en groddjursart som beskrevs av Günther 2002. Copiula obsti ingår i släktet Copiula och familjen Microhylidae. IUCN kategoriserar arten globalt som otillräckligt studerad. Inga underarter finns listade i Catalogue of Life.